# Zbigniew Kuźmiuk
Zbigniew Krzysztof Kuźmiuk (n. 19 septembrie 1956, Komorowo⁠(d), Ostrów Mazowiecka County⁠(d), Mazovia, Polonia) este un om politic polonez, membru al Parlamentului European în perioada 2004-2009 din partea Poloniei.